# Hermann Metzner
Carl Adolph Hermann Metzner jun. (* 17. April 1822 in Gera; † 3. November 1877 ebenda) war ein deutscher Tuchmachermeister und Politiker.

## Leben
Metzner war der Sohn des Tuchmachermeisters Heinrich Adolph Metzner aus Gera und dessen Ehefrau Christiane Elisabeth geborene Böttger. Er war evangelisch-lutherischer Konfession und heiratete am 16. Mai 1847 in Schwaara Christiane Friederike Mißlitz (* 15. April 1828 in Untermhaus; † 30. Oktober 1890 in Gera), die Tochter des Fleischers und Amtsschulzen Carl Gottfried Mißlitz auf dem Gries bei Gera.
Metzner war Tuchmachergeselle und spätestens 1848 Tuchmachermeister in Gera.
Vom 2. Oktober 1848 bis zum 14. April 1849, vom 10. bis 26. November 1851 und vom 12. Februar 1851 bis zum 17. Juni 1854 war er Abgeordneter im Landtag Reuß jüngerer Linie. Er hatte das Mandat am 29. November 1851 niedergelegt und wurde in der Nachwahl erneut gewählt.